# Bernát István
Korláti Bernát István (Rimaszombat, 1854. július 3. – Budapest, 1942. január 19.) magyar agrárpolitikus, agrárközgazdász, közíró, lapszerkesztő, országgyűlési képviselő, egyetemi tanár, a Magyar Tudományos Akadémia rendes tagja. A magyar mezőgazdaság védelméért és fejlesztéséért küzdő agrárius mozgalom prominens alakja volt. A mezőgazdasági és kisipari szövetkezeti mozgalom vezetői közé tartozott, az 1890-es évektől vezetőségi tagja volt a Magyar Gazdaszövetségnek és a Hangya szövetkezetnek.

## Életútja
Bernáth József gyógyszerész és Szügyi Terézia fia. Középiskolai tanulmányait szülővárosában, Pozsonyban és Pesten végezte. A Bécsi Egyetemen és a Budapesti Tudományegyetemen végezte felsőfokú tanulmányait, gyakorlatát 1876–1877-ben a rimaszombati törvényszéken teljesítette. Jog- és államtudományi doktori oklevelét Budapesten szerezte meg 1877-ben. 1877-től 1888-ig a földművelés-, ipar- és kereskedelemügyi minisztériumban dolgozott fogalmazóként, majd miniszteri titkárként. Időközben miniszteri megbízásra 1884–1885-ben hosszabb nyugat-európai és amerikai tanulmányúton járt. 1888-ban átkerült a vallás- és közoktatásügyi minisztérium állományába, ahol feladata az iparostanonc-iskolák hatósági felügyeletének koordinálása volt.
Az 1880-as évek közepétől, s különösen 1889 után, amikor Gyulai Pál bevezette az agrárius körökbe, egyre szorosabb kapcsolatba került a szövetkezeti mozgalommal. 1891-ben belépett a Magyar Mezőgazdák Szövetkezetébe, majd miután sikertelenül szerepelt az 1892-es országgyűlési választásokon, minisztériumi állását feladva kilépett a közigazgatásból, és a szövetkezeti mozgalomnak szentelte munkálkodását. 1894-ben Károlyi Sándor mellett bábáskodott a Hangya Termelő, Értékesítő és Fogyasztási Szövetkezet létrehozásánál, egyúttal a Hazai Szövetkezetek Központi Hitelintézetének igazgatósági tagja lett. 1896-ban közreműködött a Magyar Gazdaszövetség alapításában, amelynek ügyvezető igazgatója, 1902-től 1927-ig igazgatója, azt követően pedig elnöke volt. Ugyancsak 1896-tól igazgatósági tagja, majd alelnöke volt a közreműködésével alapított Gazdák Biztosító Szövetkezetének.  1898–1899-ben az Országos Központi Hitelszövetkezet felügyelőbizottságában dolgozott, 1899-től az igazgatóság munkájában vett részt. 1898-ban beválasztották a Hangya szövetkezet igazgatóságába, amelynek 1939-től haláláig elnöke is volt.
Szövetkezeti munkájával párhuzamosan 1906 és 1910 között a rimaszombati választókerület országgyűlési képviselője volt alkotmánypárti programmal. 1919-től 1925-ig a budapesti egyetemen az agrárpolitika első nyilvános rendes tanára, egyidejűleg 1919–1921-ben az egyetem közgazdaság-tudományi karának első dékánja volt. 1925-től 1927-ig a Magyar Nemzeti Bank alelnöki posztját töltötte be, 1927-től 1932-ig pedig az Országos Mezőgazdasági Kamara képviseletében a felsőház tagja volt.

### Házassága és leszármazottjai
Bernát István feleségül vette a nemesi származású felsőszelestei és guári Guáry Emília (Vág, 1869. augusztus 27.) kisasszonyt, akinek a szülei felsőszelestei és guári Guáry Pál (1837–1886), földbirtokos és nagybaráti Huszár Mária (1849–1922) voltak. Az apai nagyszülei felsőszelestei és guári Guáry Károly (1802–1864), földbirtokos és felsőeőri Bertha Franciska (1810–1890) voltak. Az anyai nagyszülei nagybaráti Huszár László (1797–1874), földbirtokos és nagyalásonyi Barcza Terézia (1818–1879) voltak. Az apai nagyanyai dédszülei felsőeőri Bertha Ignác (1780–1847) Vas vármegye alispánja, táblabíró, földbirtokos és a lovászi és szentmargitai Sümeghy családból való lovászi és szentmargitai Sümeghy Judit (1792–1880) voltak. Bernát István és Guáry Emilia frigyéből született:
- Bernát Gyula, a Magyar Nemzeti Bank főellenőre. Neje: szentléleki és soóri és Zsóry Irén.
- Bernát Mária (1902.–Budapest, 1964. április 3.). Férje: vitéz Pethő Zoltán.[3]

## Munkássága
A mezőgazdasági, kisipari és hitelszövetkezeti mozgalom élvonalában kifejtett tevékenysége élénk közírói tevékenységgel párosult, lapszerkesztőként évtizedekre megteremtette a magyar gazda- és iparostársadalom fórumait. 1889-től 1891-ig szerkesztette a Szövetkezés című lapot, 1892 után a Köztelek című agrárius lap belső munkatársa volt. 1893-tól a Hazánk című napilap szerkesztője, 1894-től 1896-ig főszerkesztője volt. Ezt követően 1896-tól 1924-ig szerkesztette a Magyar Gazdák Szemléje című folyóiratot, 1915-től 1924-ig pedig a Magyar Gazdaszövetség Időszaki Értesítések című lapját. Lapszerkesztői munkája mellett rendszeresen publikált a Vasárnapi Újság, a Pesti Napló, a Budapesti Szemle és a Budapesti Hírlap lapjain. Írásaiban, publicisztikáiban elsősorban a szövetkezeti mozgalom, az agrárpolitika és agrárközgazdaság különböző kérdéseit elemezte (birtokjog és birtokviszonyok nemzetközi összehasonlítása; földkérdés, földreformok és a földtulajdon tehermentesítése; gabonaexport, gabonatőzsde és a mezőgazdasági termények árképzése; az agrárius mozgalom története; a szocialista és szociáldemokrata agrárpolitikai törekvések kritikája; stb.), de rövidebb tanulmányokat közölt az amerikai, francia, brit, osztrák, orosz gazdaság és társadalom történetéről, illetve sajátosságairól, az általános választójogról, a gazdasági imperializmusról, a nyolcórás munkanap szükségességéről, különféle demográfiai kérdésekről (válások és öngyilkosságok aránya, vagyonmegoszlás), majd az 1930-as években a demokrácia általános válságáról. Angolról magyarra fordított több közgazdaságtani művet (pl. George Holyoake, Walter Bagehot könyveit).
Országgyűlési képviselőként ő terjesztette be a gazdák és a külső cselédek jogviszonyát rendező 1907. évi XLIV. tc. (ún. derestörvény), valamint a kivándorlást szabályozó 1908. évi IV. tc. javaslatait. Rubinek Gyulával kommentárt írt a mezőgazdasági kamarák alapításáról szóló törvényjavaslathoz.

### Társasági tagságai és elismerései
1906-ban a Magyar Tudományos Akadémia levelező, 1927-ben rendes tagjává választották. Tiszteleti tagja volt az Országos Magyar Gazdasági Egyesületnek, a Türingiai Parasztszövetségnek (1926), valamint rendes tagja a Magyar Statisztikai Társaságnak (1926) és a brüsszeli Nemzetközi Középosztály Intézetnek.
Régi református gyógyszerészcsaládból származott, élete során maga is aktívan részt vett a református közéletben. Gyakran előadott a Dunamelléki Református Egyházkerület rendezvényein, alapító tagja, 1908-tól haláláig pedig elnöke volt a Magyar Kálvinista Szövetségnek, tagja a Magyar Protestáns Irodalmi Társaságnak.
Munkássága elismeréseként 1906-ban a Ferenc József-rend középkeresztjével tüntették ki, egyúttal nemességet is nyert (ekkor vette fel a korláti nemesi előnevet).

### Főbb művei
- Észak-Amerika: Közgazdasági és társadalmi vázlatok. Budapest: Akadémiai. 1886.
- Változások küszöbén: Socialpolitikai tanulmányok. Budapest: Hornyánszky. 1893.
- A zálogba tett Magyarország. Budapest: Europa. 1895.
- Agrárpolitika. Budapest: Kilián. 1903.
- A magyar demokrácia múltja, jelene és jövője. Budapest: Budapesti Hírlap. 1904.
- A magyar földbirtok tehermentesítése. Budapest: Kilián. 1905.
- Socialista programmok: Ismertetés és bírálat. Budapest: Pátria. 1906.
- A koalíczió tervei és alkotásai 1906–1909. Budapest: Hornyánszky. 1909.   (Papharaszti álnéven)
- A drágaság. Budapest: Magyar Közgazdasági Társaság. 1912.   (Tonelli Sándorral és Varró Istvánnal)
- Az általános választójog eredményei. Budapest: Kilián. 1912.
- Tanulmányok az agrárpolitika és a magyar agrármozgalom köréből. Budapest: Pátria. 1927.
- Küzdelmek és eredmények: Életrajz és emlékek. Budapest: Bethlen. 1936.